# Amandha Sylves
Amandha Sylves (Baie-Mahault, 29 dicembre 2000) è una pallavolista francese, centrale del Pinerolo.

## Palmarès

### Nazionale (competizioni minori)
- European Golden League 2022[1]
- Volleyball Challenger Cup 2023[2]